# マット・ブラマイアー
マット・ブラマイアー（Matt Brammeier、1985年6月7日 - ）は、イングランド、リヴァプール出身で、アイルランドの自転車競技選手。

## 来歴
ロードレースとトラックレースの兼用選手。2009年にショーン・ケリーの勧めでアン・ポスト - ショーン・ケリーに入団した後、選手登録国籍をアイルランドに移した。
2003年
- イギリス選手権・ジュニア部門ロードレース 優勝

2007年
- イギリス選手権・U23部門ロードレース 優勝

2010年
- アイルランド選手権・ロードレース優勝

2011年、チーム・HTC - ハイロードに移籍。
- アイルランド選手権
  - ロードレース優勝
  - 個人タイムトライアル(ITT) 優勝

2012年、オメガファーマ・クイックステップに移籍。
- アイルランド選手権・ロードレース優勝